# Estola flavostictica
Estola flavostictica är en skalbaggsart som beskrevs av Stefan von Breuning 1940. Estola flavostictica ingår i släktet Estola och familjen långhorningar. Inga underarter finns listade i Catalogue of Life.